# Chiene
Die Chiene (auch Kiene) ist ein rund 9 Kilometer langer rechter Nebenfluss der Kander in der Gemeinde Reichenbach im Kandertal im Schweizer Kanton Bern. Sie durchfliesst das Kiental im Berner Oberland und entwässert dabei ein Gebiet von rund 90 Quadratkilometer.

## Name
Im Jahr 1493 wird die Chiene als kienna schriftlich erwähnt. Der Name leitet sich von mhd. *kienin ache mit der Bedeutung 'Kiefernfluss' ab.

## Geographie

### Verlauf

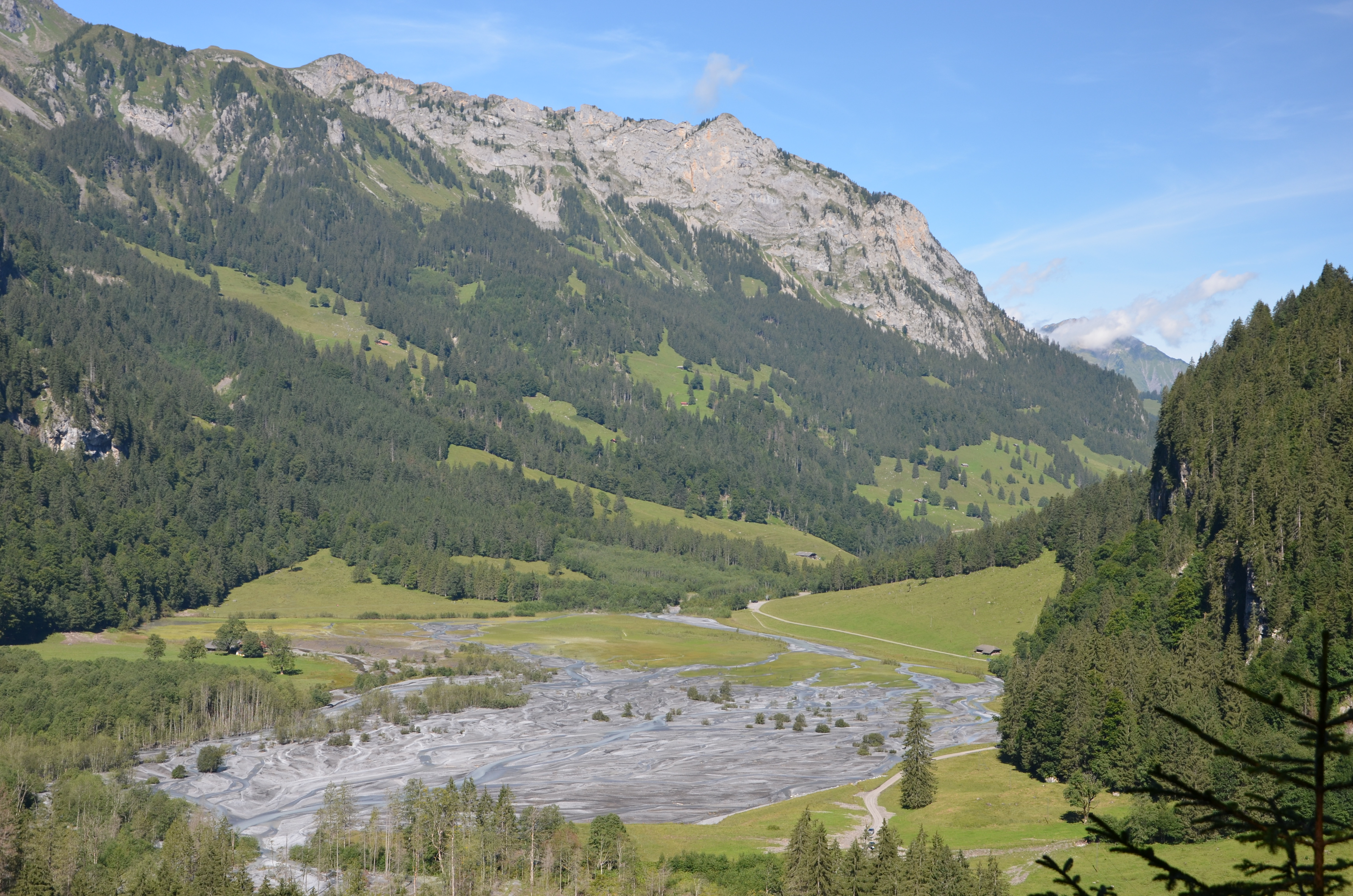
Der Tschingelsee, die Quelle der Chiene

Die Chiene entspringt dem Tschingelsee auf 1150 m ü. M., welcher von mehreren Bächen gespeist wird, vor allem jedoch vom Gornernbach, welcher somit den Oberlauf des Flusses bildet. Sie fliesst vorwiegend in nordwestliche Richtung durch das Tal und wird dabei meist von einem breiten Waldsaum umgeben. Nach kurzem Lauf nimmt sie beim Dorf Kiental rechtsseitig mit dem Spiggenbach seinen wichtigsten Zufluss auf. Sie passiert die Burg Aris und mündet bei Kien wenig südlich von Reichenbach im Kandertal auf 711 m ü. M. in die Kander. Der Flusslauf der Chiene ist bis auf zwei kleine begradigte Abschnitte an der Mündung und beim Dorf Kiental naturnah.

### Einzugsgebiet
Das Einzugsgebiet der Chiene ist 90,4 km² gross und besteht zu 20,6 % aus bestockter Fläche, zu 34,3 % aus Landwirtschaftsfläche, zu 0,8 % aus Siedlungsfläche, zu 5,7 % aus Gletscher/Firn, zu 0,9 % aus Gewässerfläche und zu 37,7 % aus unproduktiven Flächen.
Flächenverteilung
Die mittlere Höhe des Einzugsgebietes beträgt 1891 m ü. M., die minimale Höhe liegt bei 711 m ü. M. und die maximale Höhe bei 3645 m ü. M.

## Hydrologie
An der Mündung der Chiene in die Kander beträgt ihre modellierte mittlere Abflussmenge (MQ) 3,87 m³/s. Ihr Abflussregimetyp ist nivo glaciaire und ihre Abflussvariabilität beträgt 17.
Der  modellierte monatliche mittlere Abfluss (MQ) der Chiene in m³/s